# Torneo Nacional de Clubes B 2018
El Torneo Nacional de Clubes B de 2018, por motivos de patrocinio ICBC Nacional de Clubes B 2018, fue la segunda edición del torneo nacional de rugby de segunda división de Argentina.
El Urú Curé Rugby Club de la ciudad de Río Cuarto se consagró campeón y logró una plaza más para la Unión Cordobesa en el Nacional de Clubes 2019.

## Equipos participantes
| Equipo                             | Ciudad                | Unión   |
| ---------------------------------- | --------------------- | ------- |
| Club Atlético de San Isidro        | San Isidro            | URBA    |
| Club Atlético Estudiantes          | Paraná                | UER     |
| Córdoba Athletic Club              | Córdoba               | UCR     |
| Jockey Club de Salta               | Salta                 | URS     |
| Club Gimnasia y Esgrima de Rosario | Rosario               | URR     |
| Club Regatas de Bella Vista        | Bella Vista           | URBA    |
| Urú Curé Rugby Club                | Río Cuarto            | UCR     |
| Universitario Rugby Club           | San Miguel de Tucumán | URT     |
| Lomas Athletic Club                | Lomas de Zamora       | URBA    |
| Sporting                           | Mar del Plata         | URMDP   |
| Los Tordos                         | Mendoza               | URC     |
| Mar del Plata                      | Mar del Plata         | URMDP   |
| Club San Martín                    | Sáenz Peña            | URBA    |
| Club Palermo Bajo                  | Córdoba               | UCR     |
| Old Christians Club                | Ciudad de la Costa    | Uruguay |
| Old Boys Club                      | Carrasco              | Uruguay |

## Forma de disputa
El torneo está dividido en dos etapas, la fase de grupos y los enfrentamientos directos.
Primera fase:
Los dieciséis clubes se dividen en cuatro grupos donde se enfrentan todos contra todos en enfrentamientos de ida y vuelta. Los mejores dos de cada grupo avanzan a la siguiente fase.
La puntuación se otorga de la siguiente manera; cuatro (4) puntos por partido ganado, dos (2) en caso de empate y cero (0) por partido perdido. Además se otorga punto bonus tanto ofensivo como defensivo.
- El punto bonus ofensivo se da cuando un equipo logra ganar por una diferencia de tres tries y/o tries penales anotados respecto a los marcados por su rival.
- El punto bonus defensivo cuando un equipo pierde por una diferencia no mayor a los siete tantos.

Segunda fase:
Los ocho equipos se dividen en cuatro parejas, quienes a enfrentamiento único se eliminaran en cancha del mejor ubicado. Se confeccionara una tabla donde los cuatro mejores se ubicarán del primero al cuarto en base a la cantidad de puntos obtenidos y los segundos se ubicarán del quinto al octavo. Se determina que los partidos serán 1.° - 8.°, 2.° - 7.°, 3.° - 6.° y 4.° - 5.°. Los cuatro ganadores acceden a las semifinales, y los ganadores de las mismas a la final, donde el ganador se proclama campeón.
Serie por el descenso:
Con los dos peores equipos de cada zona, se confeccionará una tabla donde los cuatro terceros se ubicarán del noveno al décimo segundo sobre la base de la cantidad de puntos obtenidos y los cuartos de cada grupo se ubicarán del décimo tercero al décimo sexto. Se determina que los partidos serán 9.° - 16.°, 10.° - 15.°, 11.° - 14.° y 12.° - 13.° y deben disputar una serie de eliminación para mantener la plaza de su región en este certamen. Aquel equipo que pierda el encuentro por el descenso perdera una plaza de su región para la siguiente edición del torneo.

## Fase de grupos
|  | Clasificados a los cuartos de final. |
|  | Repechaje por el descenso.           |

### Grupo A
| Equipo        | Encuentros | Encuentros | Encuentros | Encuentros | Tantos | Tantos | Puntos |
| Equipo        | PJ         | PG         | PE         | PP         | F      | C      | Puntos |
| ------------- | ---------- | ---------- | ---------- | ---------- | ------ | ------ | ------ |
| GER           | 6          | 4          | 0          | 2          | 186    | 133    | 19     |
| Urú Curé      | 6          | 3          | 0          | 3          | 161    | 173    | 16     |
| Universitario | 6          | 3          | 0          | 3          | 159    | 155    | 14     |
| San Martín    | 6          | 2          | 0          | 4          | 155    | 200    | 9      |

### Grupo B
| Equipo        | Encuentros | Encuentros | Encuentros | Encuentros | Tantos | Tantos | Puntos |
| Equipo        | PJ         | PG         | PE         | PP         | F      | C      | Puntos |
| ------------- | ---------- | ---------- | ---------- | ---------- | ------ | ------ | ------ |
| IPR Sporting  | 6          | 5          | 0          | 1          | 162    | 118    | 21     |
| Lomas         | 6          | 3          | 0          | 3          | 199    | 164    | 15     |
| Old Boys Club | 6          | 2          | 0          | 4          | 129    | 174    | 11     |
| Palermo Bajo  | 6          | 2          | 0          | 4          | 139    | 173    | 10     |

### Grupo C
| Equipo          | Encuentros | Encuentros | Encuentros | Encuentros | Tantos | Tantos | Puntos |
| Equipo          | PJ         | PG         | PE         | PP         | F      | C      | Puntos |
| --------------- | ---------- | ---------- | ---------- | ---------- | ------ | ------ | ------ |
| CASI            | 6          | 5          | 0          | 1          | 245    | 174    | 22     |
| Los Tordos      | 6          | 4          | 0          | 2          | 200    | 203    | 17     |
| Old Chistians   | 6          | 3          | 0          | 3          | 234    | 217    | 14     |
| Jockey de Salta | 6          | 0          | 0          | 6          | 136    | 221    | 1      |

### Grupo D
| Equipo           | Encuentros | Encuentros | Encuentros | Encuentros | Tantos | Tantos | Puntos |
| Equipo           | PJ         | PG         | PE         | PP         | F      | C      | Puntos |
| ---------------- | ---------- | ---------- | ---------- | ---------- | ------ | ------ | ------ |
| Regatas          | 6          | 4          | 0          | 2          | 193    | 105    | 21     |
| Mar del Plata    | 6          | 4          | 0          | 2          | 151    | 130    | 18     |
| Estudiantes      | 6          | 3          | 0          | 3          | 125    | 161    | 12     |
| Córdoba Athletic | 6          | 1          | 0          | 5          | 105    | 168    | 5      |

## Fase final
|  | Cuartos de final | Cuartos de final |          |            | Semifinales | Semifinales |  |     | Final       | Final       |  |
|  | 5 de mayo        | 5 de mayo        |          |            | 26 de mayo  | 26 de mayo  |  |     | 30 de junio | 30 de junio |  |
|  |                  |                  |          |            |             |             |  |     |             |             |  |
|  |                  |                  |          |            |             |             |  |     |             |             |  |
|  | GER              | 38               |          |            |             |             |  |     |             |             |  |
|  | GER              | 38               |          |            |             |             |  |     |             |             |  |
|  | Mar del Plata    | 17               |          |            |             |             |  |     |             |             |  |
|  | Mar del Plata    | 17               |          | GER        | 39          |             |  |     |             |             |  |
|  |                  |                  |          | GER        | 39          |             |  |     |             |             |  |
|  |                  |                  | CASI     | 23         |             |             |  |     |             |             |  |
|  | CASI             | 19               | CASI     | 23         |             |             |  |     |             |             |  |
|  | CASI             | 19               |          |            |             |             |  |     |             |             |  |
|  | Lomas            | 14               |          |            |             |             |  |     |             |             |  |
|  | Lomas            | 14               |          |            |             |             |  | GER | 21          |             |  |
|  |                  |                  |          |            |             |             |  | GER | 21          |             |  |
|  |                  |                  | Urú Curé | 23         |             |             |  |     |             |             |  |
|  | Sporting         | 14               | Urú Curé | 23         |             |             |  |     |             |             |  |
|  | Sporting         | 14               |          |            |             |             |  |     |             |             |  |
|  | Los Tordos       | 48               |          |            |             |             |  |     |             |             |  |
|  | Los Tordos       | 48               |          | Los Tordos | 22          |             |  |     |             |             |  |
|  |                  |                  |          | Los Tordos | 22          |             |  |     |             |             |  |
|  |                  |                  | Urú Curé | 25         |             |             |  |     |             |             |  |
|  | Regatas          | 17               | Urú Curé | 25         |             |             |  |     |             |             |  |
|  | Regatas          | 17               |          |            |             |             |  |     |             |             |  |
|  | Urú Curé         | 19               |          |            |             |             |  |     |             |             |  |
|  | Urú Curé         | 19               |          |            |             |             |  |     |             |             |  |
|  |                  |                  |          |            |             |             |  |     |             |             |  |

### Descenso
|  | Descenso de plaza |    |  |
|  | 5 de mayo         |    |  |
|  |                   |    |  |
|  | Córdoba Athletic  | 22 |  |
|  | Córdoba Athletic  | 22 |  |
|  | Jockey de Salta   | 20 |  |
|  | Jockey de Salta   | 20 |  |